# Clermont-Pouyguillès
Clermont-Pouyguillès è un comune francese di 162 abitanti situato nel dipartimento del Gers nella regione dell'Occitania.

## Società

### Evoluzione demografica
Abitanti censiti